# Kurs Valüt
Kurs Valüt — музичний EBM/synth-pop проєкт із Дніпра, заснований Євгеном Гордєєвим у 2017.  

## Історія та стиль
Назва проєкту з'явилася як нік для однієї вечірки за участі гурту Климентово Поле. Тоді з Гордєєвим зіграв Стас Корольов.
В текстах Kurs Valüt багато згадок про культурні явища, шаблони та меми, які часто обговорюють в українських медіа та соцмережах ("покращення", "швидкогроші", "інтерсіті", "здобули"), також багато конструкцій з мови телебачення. Аналогічні натяки є в музиці (наприклад, у пісні 4533 використано звук голосування у Верховній Раді, а в пісні Love inspektor — звук зеленого світла дніпровського світлофора).
Текст пісні Veselo належить Павлу Тичині, а текст пісні Kurs Valüt — Григорію Сковороді (переклад Гната Хоткевича). 
В оформенні пісень використано латинські літери.
Гордєєв так описав проєкт: «Kurs Valüt – це скоріше вивчення поп-ферменту, спроба винайти якесь незвичне музичне і текстове рішення, не вдаючись до кліше. Відмова замість пропозиції, холод замість карнавалу.»

## Дискографія
- Veselo [Архівовано 22 квітня 2019 у Wayback Machine.] (2018)
- Kurs Valüt [Архівовано 19 листопада 2021 у Wayback Machine.] (2021)